# Pulvermühle (Dresden)
Die Pulvermühle war ein Gebäudekomplex im Dresdner Stadtteil Löbtau. Sie diente der Herstellung von Schießpulver und befand sich etwa 200 Meter oberhalb des 1765 errichteten Kanonenbohrwerks wie dieses am linken Ufer des Weißeritzmühlgrabens. Sie wurde 1576 als zweite Dresdner Pulvermühle erbaut, mehrfach zerstört und wiederaufgebaut, bis sie 1875 ihre Funktion verlor. Bis zur fast vollständigen Zerstörung 1945 wurden die Gebäude zeitweise als Getreide-Mahlmühle, aber auch zu Wohn- und Geschäftszwecken genutzt.

## Bau und Nutzung als Pulvermühle im 16. und 17. Jahrhundert
Der Vorgängerbau dieser Pulvermühle befand sich auf dem späteren Gelände des Zwingers, gegenüber dem Schloss. 1573 erfolgte ihr Abbruch wegen Erweiterung der Festungswerke. Wegen der mit der Pulverherstellung verbundenen Gefahren wählte man für den Neubau ein weit außerhalb der Stadt gelegenes Grundstück und fand dies oberhalb des Kupferhammers am Weisseritzmühlgraben. 1574 wurde vom kurfürstlichen Oberzeugmeister Paul Buchner ein entsprechender Plan vorgelegt, schon 1576 war der Bau der neuen Pulvermühle nahe dem Dorf Löbtau vollendet.
In der Folgezeit kam es wiederholt zu verheerenden Explosionen, die Teile des Komplexes zerstörten. Überliefert sind solche für die Jahre 1613, 1638, 1640 und 1689. Bei der ersten Explosion 1613 wurde das Stampfhaus (Mühle) zerstört und die Kornstube beschädigt, unmittelbar anschließend kam es zum Wiederaufbau bzw. Neubau mit Erweiterungen. 1638 und 1640 verursachten die Explosionen nicht nur Gebäudeschäden, sondern auch Todesfälle waren zu beklagen. Erneut wurde die dringend benötigte Mühle wieder aufgebaut und erweitert. 1689 schließlich kam es sowohl im Juli wie auch im November zu Explosionen, in deren Folge fast alle Gebäude außer der Mühle selbst zerstört wurden. Nach Stillstand über einen längeren Zeitraum folgte erneut der Wiederaufbau.

## Die Pulvermühle im Jahre 1709
Ein Lageplan aus dem Jahre 1709 zeigt den Aufbau der Anlage. Diese bestand aus zwei Höfen, von denen der vordere Besuchern zugänglich war. Dieser enthielt auf der einen Seite ein langgestrecktes Wohngebäude für Pulverarbeiter und auf der anderen das Kohlhaus, in dessen Untergeschoss die zur Pulverherstellung benötigte Holzkohle gebrannt wurde. Im Obergeschoss dieses Gebäudes befand sich eine Gaststätte, denn die Pulvermühle hatte zu dieser Zeit, wie fast alle in landesherrlichem Besitz befindlichen Gebäude, das Recht des Bierschanks.
Im hinteren Hofe, streng abgeschlossen und bewacht, von hohen Mauern umgeben und durch einen Garten isoliert, standen die eigentlichen Fabrikationsgebäude. Dazu zählte die Mühle, welche die Wasserkraft des Mühlgrabens zum Stampfen des Pulvers nutzte, das Läuterhaus, in dem Rohsalpeter und Schwefel gereinigt wurden, und das Körnhaus, in dem man das zuvor gepresste Pulver zerschlug und siebte. Ein Munitionsgewölbe und ein Turm komplettierten die Anlage.
Außer diesen zur Pulverherstellung nötigen Gebäuden hatte hier ein Haus seinen Platz, welches neben der Wohnung des Leiters der Anlage Räume für den Fürsten und sein Gefolge enthielt. Oft weilten nämlich die hohen Herrschaften in der Pulvermühle, um von hier aus  Schieß- und Feuerwerksproben auf dem vor der Mühle gelegenen Übungsplatz zu beobachten.

## Nutzung bis zur Einstellung der Pulverherstellung im Jahre 1875
Die Regierungszeit Augusts des Starken brachte der Pulvermühle starke Aufträge. Besonders intensiv war die Belastung vor und während des 1730 durchgeführten Lustlagers von Zeithain, die Hauptproben zu den dort veranstalteten Feuerwerken fanden vor der Mühle statt.
Im selben Jahr ereignete sich eine kleinere Explosion, nur das Mühlengebäude wurde zerstört. 1775 hingegen wurde fast die gesamte Anlage zerstört, es gab zahlreiche Verletzte und auch Tote. Erst 1777 war der Wiederaufbau beendet, dabei kam es zu durchgreifenden Veränderungen. Das Grundstück wurde vergrößert, die Fabrikationsgebäude im hinteren Teil wurden neu gruppiert und erhielten weitere Abstände voneinander. Trotzdem kam es 1796 zu einer letzten Explosion.
Auch im vorderen Teil der Anlage kam es nach 1775 zu Veränderungen. Das Haus mit dem fürstlichen Saal wurde abgebrochen, dafür entstand das Herrenhaus, 1798/99 schließlich fanden umfangreiche Umbauten am Arbeiterwohnhaus statt. Beide Gebäude erhielten damals das Aussehen, welches bis zur Zerstörung 1945 erhalten blieb.

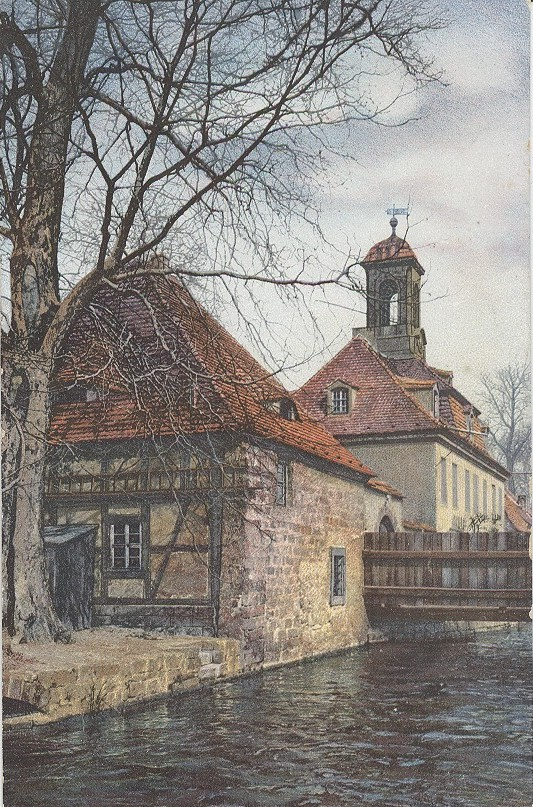
Mühlgraben und Herrenhaus der Pulvermühle um 1910

## Nutzung nach 1875 bis zur Zerstörung 1945
Im Zuge der Beteiligung Sachsens an den Kriegen zur Reichseinigung erreichte die Pulvermühle ihre Kapazitätsgrenzen. Um die Erzeugung den Erfordernissen anzupassen, wäre ein fast vollständiger Neubau erforderlich gewesen. Diesem standen am Ort der alten Anlage unüberwindliche Hindernisse im Wege.
Deshalb beschloss man, die Pulverherstellung an einen anderen Ort zu verlegen. Die Wahl fiel auf das ostsächsische Dorf Gnaschwitz bei Bautzen. Am 1. Juli 1875 nahm die dortige Königlich Sächsische Pulverfabrik ihre Arbeit auf, gleichzeitig erfolgte die Übergabe der Pulvermühle an das Finanzministerium. Damit endete nach fast genau drei Jahrhunderten die Pulverproduktion an diesem Ort.
Um 1900 wurden das Mühlengebäude und das Körnhaus als abgebrannt bezeichnet. 1910 befand sich im umgebauten ehemaligen Salpeterhaus eine Getreide-Mahlmühle, angetrieben durch ein unterschlächtiges Wasserrad im Weißeritzmühlgraben. Das ehemalige Herrenhaus, auch Turmhaus genannt, war zum Wohn- und Geschäftshaus geworden, auf dem Gelände hatten sich Kleinbetriebe angesiedelt.
1937 verlor die Anlage mit der Verfüllung des Weißeritzmühlgrabens die Wasserkraft als Antrieb. Im Jahre 1945 schließlich kam es durch Bombenangriffe zur weitgehenden Zerstörung sämtlicher Gebäude.

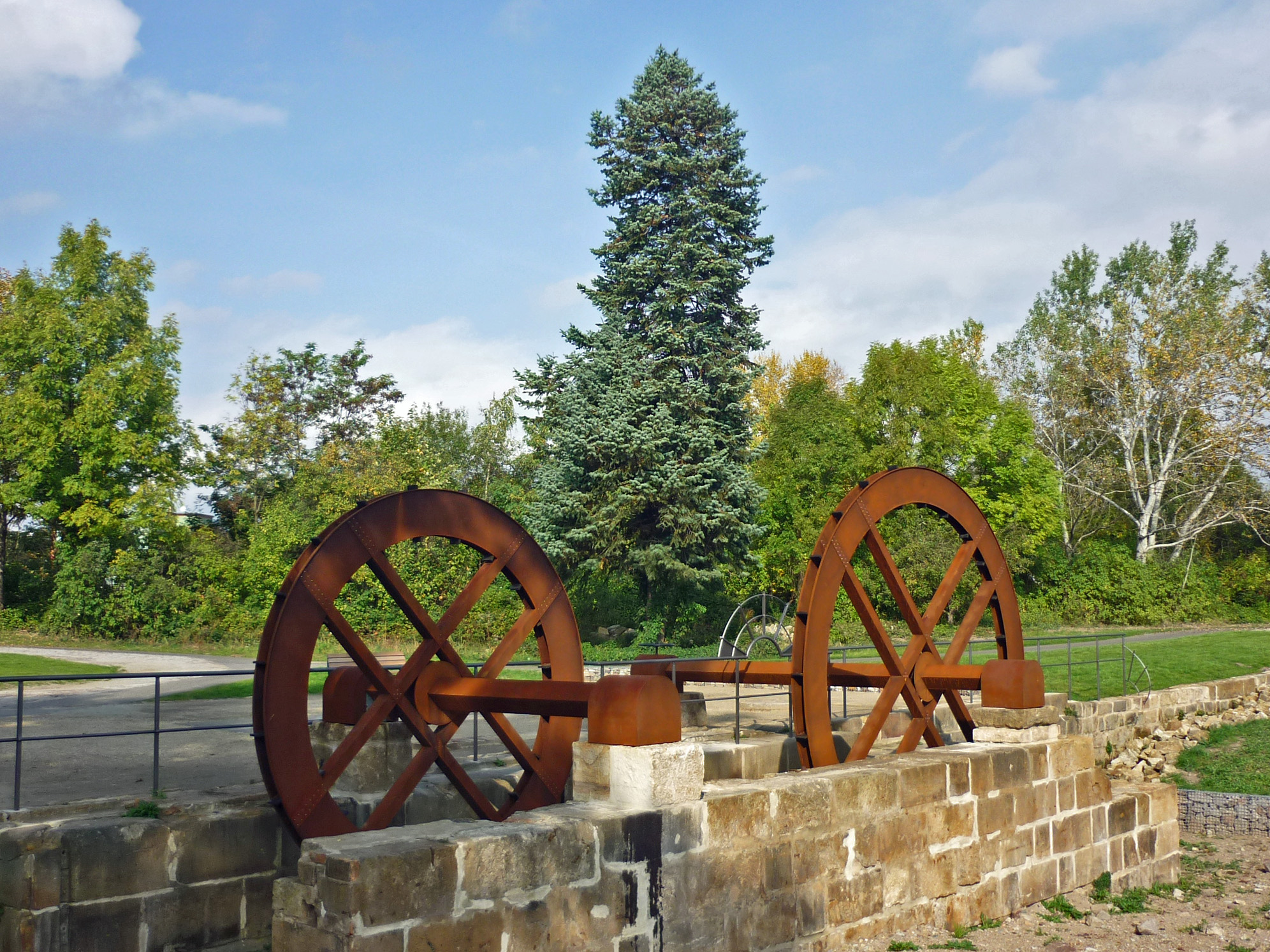
Modell der alten Mühlräder im heutigen Pulvermühlenpark

## Heutiger Zustand
Bis ca. 1990 wurde das Gelände noch für gewerbliche Zwecke genutzt, dabei wurden Reste der einstigen Gebäude und Mauern nach und nach zerstört. 2002 überflutete das Hochwasser der Weißeritz das Gelände. Die letzte originale Mauer mit Inschriftstein des einstigen Pulvermühlengebäudes wurde 2005 ohne erkennbare Gründe abgetragen.
Im Rahmen der Stadtentwicklung sind, gefördert durch den Europäischen Fonds für regionale Entwicklung (EFRE), seit 2007 entlang der Weißeritz öffentliche Grün- und Freiflächen entstanden, die durch einen bis in die Innenstadt reichenden Fuß- und Radweg verbunden wurden. Teil dieses Projektes ist die Anlegung eines Stadtparkes auf dem ca. 1,67 ha großen Gelände der ehemaligen Pulvermühle an der Oederaner Straße zwischen Weißeritz und Nossener Brücke. In Zusammenarbeit mit dem Stadtplanungsamt Dresden, dem Umweltamt, dem Amt für Stadtgrün und Abfallwirtschaft, einem Dresdner Landschaftsarchitekturbüro  sowie dem Kulturverein Zschonermühle e.V. wurden diese Arbeiten zur Gestaltung einer interessanten, grünen Oase durchgeführt. Im Oktober 2014 erfolgte die Übergabe des „Pulvermühlenparks“ an die Bevölkerung.